# Lucas Brochero
Lucas Emanuel Brochero (La Para, Argentina; 23 de enero de 1999) es un futbolista argentino. Juega de extremo y su equipo actual es el Chacarita Juniors de la Primera B Nacional.

## Trayectoria
Brochero entró a las inferiores de Boca Juniors en 2013 proveniente del Deportivo Atalaya. En la categoría fue elegido el mejor jugador de la Copa Juvenil de la FIFA /Blue Stars de 2019, donde anotó cuatro goles, dos en la final a Benfica.
En julio de 2020 firmó su primer contrato con Boca, y fue cedido al Central Córdoba (SdE) de la Primera División de Argentina. Debutó en la primera categoría el 29 de noviembre ante Defensa y Justicia. El préstamo se extendió hasta la próxima temporada.
En enero de 2022, Brochero fue cedido al Arsenal; cesión que se extendería al siguiente año.
De cara a la temporada 2024, fue cedido al Barracas Central.

## Estadísticas
Actualizado al último partido disputado el 25 de noviembre de 2023.
| Club                            | Div.          | Temporada     | Liga  | Liga  | Copas nacionales | Copas nacionales | Copas internacionales | Copas internacionales | Total | Total |
| Club                            | Div.          | Temporada     | Part. | Goles | Part.            | Goles            | Part.                 | Goles                 | Part. | Goles |
| ------------------------------- | ------------- | ------------- | ----- | ----- | ---------------- | ---------------- | --------------------- | --------------------- | ----- | ----- |
| Central Córdoba (SdE) Argentina | 1.ª           | 2020-21       | —     | —     | 4                | 0                | —                     | —                     | 4     | 0     |
| Central Córdoba (SdE) Argentina | 1.ª           | 2021          | 15    | 0     | 10               | 1                | —                     | —                     | 25    | 1     |
| Central Córdoba (SdE) Argentina | Total club    | Total club    | 15    | 0     | 14               | 1                | 0                     | 0                     | 29    | 1     |
| Arsenal Argentina               | 1.ª           | 2022          | 29    | 1     | 1                | 0                | —                     | —                     | 30    | 1     |
| Arsenal Argentina               | 1.ª           | 2023          | 30    | 2     | 1                | 0                | —                     | —                     | 31    | 2     |
| Arsenal Argentina               | Total club    | Total club    | 59    | 1     | 2                | 0                | 0                     | 0                     | 61    | 3     |
| Total carrera                   | Total carrera | Total carrera | 74    | 3     | 16               | 1                | 0                     | 0                     | 90    | 4     |

## Vida personal
En abril de 2019, Brochero junto a los también futbolista de La Para: Mario Bolatti y Juan Manuel Cavallo, participaron en un comercial televisivo en apoyo a los bomberos de la localidad.